# Яшерган
Яшерган — река в России, протекает в Миякинском и Стерлибашевском районах Республики Башкортостан. Исток реки находится к западу от деревни Петропавловка Миякинского района Башкортостана. Является правобережным притоком реки Тятер, её устье находится в 55 км от устья реки Тятер, к югу от села Яшерганово. Длина реки составляет 13 км. Населённые пункты у реки: Яшерганово.

## Данные водного реестра
По данным государственного водного реестра России относится к Камскому бассейновому округу, водохозяйственный участок реки — Дёма от истока до водомерного поста у деревни Бочкарёва, речной подбассейн реки — Белая. Речной бассейн реки — Кама.
По данным геоинформационной системы водохозяйственного районирования территории РФ, подготовленной Федеральным агентством водных ресурсов: 
- Код водного объекта в государственном водном реестре — 10010201312111100024199
- Код по гидрологической изученности (ГИ) — 111102419
- Код бассейна — 10.01.02.013
- Номер тома по ГИ — 11
- Выпуск по ГИ — 1